# جمهورية سلوفاكيا (1939-1945)
الجمهورية السلوفاكية (الأولى)، والتي تُعرف أيضًا باسم الدولة السلوفاكية، كانت دولة عميلة لألمانيا النازية، ووُجدت في الفترة ما بين 14 مارس 1939 و4 أبريل 1945، وقد نشأت من الجزء السلوفاكي من تشيكوسلوفاكيا قبل يوم واحد من بدء الاحتلال الألماني. سيطرت الجمهورية السلوفاكية على غالبية أراضي سلوفاكيا الحالية، ولكن دون أجزائها الجنوبية والشرقية الحالية التي جرى التنازل عنها للمملكة المجرية في عام 1938. كانت الجمهورية تحدّ ألمانيا وأجزاء تأسيسية من «ألمانيا العظمى»، وشملت هذه الأجزاء محمية بوهيميا ومورافيا، والحكومة العامة (بقايا بولندا المُحتلة من قبل ألمانيا)، إلى جانب المجر المستقلة.
اعترفت ألمانيا بالدولة السلوفاكية كما فعلت العديد من الدول الأخرى، ومن بينهم كانت كرواتيا، والسلفادور، وإستونيا، وإيطاليا، والمجر، واليابان، وليتوانيا ومانشوكو ورومانيا والاتحاد السوفيتي وإسبانيا وسويسرا والفاتيكان. من ناحية أخرى، لم تعترف أغلبية قوات حلفاء الحرب العالمية الثانية أبدًا بالجمهورية السلوفاكية. ألغى الاتحاد السوفيتي اعترافه بالجمهورية بعد مشاركة سلوفاكيا في غزو اتحاد الجمهوريات السوفيتية الاشتراكية في عام 1941.

## الاسم
كان الاسم الرسمي للبلد هو الدولة السلوفاكية، وذلك في الفترة من 14 مارس إلى 21 يوليو 1939 (حتى اعتماد الدستور)، وبعدها كان الجمهورية السلوفاكية، وذلك من 21 يوليو 1939 وحتى انتهت الدولة في أبريل 1945. غالبًا ما يُشار إلى البلاد تاريخيًا باسم الجمهورية السلوفاكية الأولى؛ لتمييزها عن سلوفاكيا (الجمهورية السلوفاكية الثانية) الحالية، والتي لا تعتبر الدولة الخلف قانونيًا للجمهورية الأولى. استُخدِم اسم «الدولة السلوفاكية» باللغة العامية، على خلاف مصطلح «الجمهورية السلوفاكية الأولى» الذي استُخدِم حتى في الموسوعات التي كتبت خلال فترة الشيوعية بعد الحرب.

## النشأة
بعد معاهدة ميونيخ، حصلت سلوفاكيا على استقلالها الذاتي داخل التشيك-سلوفاكيا (حيث تغير اسم تشيكوسلوفاكيا السابقة) وخسرت أراضيها الجنوبية للمجر بموجب قرار فيينا الأول. بينما كان الفوهرر النازي أدولف هتلر يجهز لتعبئة داخل الأراضي التشيكية وإنشاء محميته الخاصة، محمية بوهيميا ومورافيا، كانت لديه خطط متنوعة لسلوفاكيا. في البداية، ضُلِّل المسؤولون الألمان من قبل المجريين بمعلومة أن السلوفاكيين يريدون الانضمام إلى المجر. قررت ألمانيا جعل سلوفاكيا دولة دمية منفصلة تحت سيطرة ألمانية، وأيضًا قاعدة إستراتيجية محتملة للهجمات الألمانية على بولندا وغيرها من المواقع.
في 13 مارس 1939، دعا هتلر المونسنيور جوزيف تيسو (رئيس الوزراء السلوفاكي السابق الذي أطاحت به القوات التشيكوسلوفاكية قبل عدة أيام) إلى برلين، وحثه على إعلان استقلال سلوفاكيا. أضاف هتلر أنه في حال عدم الموافقة، فلن تكون له مصلحة في مصير سلوفاكيا، وسيتركها للمطالب الإقليمية للمجر وبولندا. خلال ذلك الاجتماع، مرر يواخيم فون ريبنتروب تقريرًا يزعم أن القوات المجرية تقترب من الحدود السلوفاكية. رفض تيسو اتخاذ مثل هذا القرار بنفسه، وبعد ذلك سمح له هتلر بتنظيم اجتماع للبرلمان السلوفاكي («برلمان الأرض السلوفاكية») الذي سيوافق على إعلان استقلال سلوفاكيا.
عُقد اجتماع للبرلمان السلوفاكي في 14 مارس، وفيه استُمِع إلى تقرير تيسو حول مناقشته مع هتلر وكذلك حول إعلان الاستقلال المحتمل. كان بعض النواب مرتابين حول اتخاذ مثل هذه الخطوة، وذلك، من بين أسباب أخرى، كان بسبب وجود قلق من أن الدولة السلوفاكية ستكون صغيرة جدًا وبأقلية مجرية قوية. سرعان ما وُضع حد للنقاش عندما قال زعيم الأقلية الألمانية في سلوفاكيا فرانز كارماسين إن أي تأخير في إعلان الاستقلال سيؤدي إلى تقسيم سلوفاكيا بين المجر وألمانيا. أعلن البرلمان بالإجماع استقلال سلوفاكيا في ظل هذه الظروف، وعليه خُلِقت أول دولة سلوفاكية في التاريخ. تعين جوزيف تيسو أول رئيس وزراء للجمهورية الجديدة، وأرسل في اليوم التالي برقية (كانت مؤلفة بالفعل في اليوم السابق في برلين) تطلب من الرايخ تولي مسؤولية حماية الدولة الحديثة، وسرعان ما قُبل هذا الطلب.

## الجيش السلوفاكي

### الحرب مع المجر
شنت المجر هجماتها في 23 مارس 1939، وصدرت تلك الهجمات من أوكرانيا الكارباتية التي كانت مُحتلة بالفعل من المجر. أُجبِرت الجمهورية السلوفاكية المنشأة حديثًا على التخلي عن 1697 كيلومترًا مربعًا (655 ميلًا مربعًا) من الأراضي مع نحو 70000 شخص للمجر، وذلك قبل بداية الحرب العالمية الثانية.

### القوات السلوفاكية خلال الحملة ضد بولندا (1939)
كانت سلوفاكيا وألمانيا دولتي المحور الوحيدتين اللتين  شاركتا في الحملة البولندية. طلبت القيادة العليا للفيرماخت مساعدة سلوفاكيا نظرًا لاقتراب الغزو الألماني لبولندا، والذي كان مخططًا له أن يبدأ في سبتمبر عام 1939. على الرغم من أن الجيش السلوفاكي كان عمره ستة أشهر فقط، إلا أنه قد شكل مجموعة قتالية صغيرة متنقلة تتكون من عدد من قوات المشاة وكتائب المدفعية. تكونت مجموعتان قتاليتان للقتال بجانب الألمان خلال الحملة ضد بولندا. كانت المجموعة الأولى عبارة عن تشكيل لواء يتكون من ست كتائب مشاة وكتيبتين للمدفعية ومجموعة من المهندسين القتاليين، وجميعهم تحت قيادة أنطونين بولانيش. أما المجموعة الثانية، فكانت عبارة عن تشكيل متنقل يتألف من كتيبتين مختلطتين من قوات سلاح الفرسان والدراجات النارية الاستطلاعية، جنبًا إلى جنب مع تسع بطاريات مدفعية مزودة بمحركات، وجميعها تحت قيادة غوستاف مالار. قدمت المجموعتان تقاريرهما إلى المقر الخاص بوحدات المشاة السلوفاكية الأولى والثالثة، وقاتلتا أثناء اجتياز ممري نوفي سونش ودوكلا الجبليين، متقدمتين نحو مدينتي دبيتسا وتارنوف في منطقة جنوب بولندا.

### القوات السلوفاكية خلال الحملة ضد الاتحاد السوفيتي
شارك الجيش السلوفاكي في الحرب على الجبهة الشرقية ضد الاتحاد السوفيتي. دخلت مجموعة جيش المشاة السلوفاكية التي تضم نحو 45000 جندي إلى الاتحاد السوفيتي بعد فترة وجيزة من الهجوم الألماني. كان هذا الجيش يفتقر إلى دعم النقل والدعم اللوجستي، ولذلك تشكلت وحدة أصغر بكثير تمثلت في القيادة السلوفاكية المتنقلة (لواء بيلفوسيك)، وكانت مُكوّنة من وحدات مختارة من هذا الجيش، في حين ترحّل بقية الجيش السلوفاكي إلى الخدمة الأمنية في المناطق الخلفية. أُرفِقت القيادة السلوفاكية المتنقلة بالجيش الألماني السابع عشر (وكانت المجموعة المجرية الكرباتية مُرفقة أيضًا).
وأصبحت بعد ذلك بوقت قصير موّجهة بشكل مباشر من القيادة الألمانية، وكان السلوفاك يفتقرون إلى هياكل القيادة الأساسية اللازمة لممارسة مراقبة تشغيلية فعالة. قاتلت هذه الوحدة مع الجيش السابع عشر حتى يوليو 1941، وشمل ذلك معركة عمان.
في بداية شهر أغسطس عام 1941، حُلَّت القيادة المتنقلة السلوفاكية وبدلًا منها تشكّلت فرقتا مشاة من مجموعة جيش المشاة السلوفاكية. بينما كانت الفرقة الثانية السلوفاكية عبارة عن شعبة أمنية، كانت الفرقة الأولى هي الوحدة الموجودة على خط المواجهة، والتي قاتلت في حملات عامي 1941 و1942 حتى وصلت إلى منطقة القوقاز مع مجموعة الجيوش ب. بعد ذلك لقيت الفرقة الأولى السلوفاكية نفس مصير القوات الجنوبية الألمانية، حيث فقدت معداتها الثقيلة في جسر كوبان، وبعدها تمزقت الفرقة بشكل سيئ بالقرب من ميليتوبول في جنوب أوكرانيا. في يونيو 1944، نُزع سلاح ما تبقى من الفرقة باعتبار أنهم لم يعودوا مناسبين للقتال نظرًا لتدني روحهم المعنوية، وبعد ذلك عُيّن الجنود منزوعو السلاح في أعمال التشييد. كان ذلك المصير ذاته الذي حل بالفرقة الثانية السلوفاكية في وقت سابق للسبب ذاته.

### الانتفاضة الوطنية السلوفاكية
في الانتفاضة الوطنية السلوفاكية عام 1944، انحازت العديد من الوحدات السلوفاكية إلى المقاومة السلوفاكية وتمردت ضد حكومة تيسو التعاونية، في حين ساعدت وحدات غيرها القوات الألمانية على وقف الانتفاض.

## العلاقات الدولية
كانت الجمهورية السلوفاكية تحت تأثير ألمانيا منذ البداية. أنشأ الفيرماخت الألماني ما يسمى «منطقة الحماية» في غرب سلوفاكيا في أغسطس 1939.
وُقِّعت معاهدة التجارة والملاحة السلوفاكية في موسكو في 6 ديسمبر 1940.
شملت أصعب المشاكل المتعلقة بالسياسة الخارجية للدولة العلاقات مع المجر، التي ضمت ثلث أراضي سلوفاكيا بموجب قرار فيينا الأول في 2 نوفمبر 1938. كانت هناك أيضًا مشاحنات مستمرة بشأن معاملة المجر للسلوفاك الذين يعيشون في الدولة.
بعد المشاركة السلوفاكية في غزو المحور لبولندا في سبتمبر 1939، زادت التعديلات الحدودية من النطاق الجغرافي للجمهورية السلوفاكية في منطقتي أورافا وسبيش، بحيث أصبحت جمهورية سلوفاكيا مستوعبة لأراض كانت تسيطر عليها بولندا سابقًا.

## الهولوكوست
بعد فترة وجيزة من الاستقلال، بالإضافة إلى النفي الجماعي للتشيك وترحيلهم، بدأت الجمهورية السلوفاكية سلسلة من التدابير الموجهة ضد اليهود في البلاد. بدأ حرس الهلينكا في مهاجمة اليهود، وأُقِرّ «القانون اليهودي» في سبتمبر 1941. كان القانون شبيهًا بقوانين نورمبرغ، ونص على إلزام اليهود بارتداء شارة صفراء، ومنعهم من الزواج بأفراد ينتمون إلى فئات أخرى، إضافة إلى حظرهم من العديد من الوظائف. طُرد 15000 يهودي من براتيسلافا بحلول أكتوبر 1941، وأُرسَل العديد منهم إلى معسكرات العمل.
كانت الجمهورية السلوفاكية واحدة من الدول التي وافقت على ترحيل يهودها كجزء من الحل النازي الأخير. حاولت الحكومة السلوفاكية بالأساس عقد صفقة مع ألمانيا في أكتوبر 1941 لترحيل يهودها كبديل لتوفير العمال السلوفاكيين للمساعدة في الحرب، وتلت ذلك موافقة الألمان على العرض السلوفاكي بعد مؤتمر وانسيي، وتوصلوا إلى اتفاق: ستدفع الجمهورية السلوفاكية مقابل كل يهودي مُرَحَّل، وفي المقابل ستعطي ألمانيا وعدًا بألا يعود اليهود أبدًا إلى الجمهورية. كانت الشروط الأولية لـ «20000 شابًا من اليهود الأقوياء»، ولكن سرعان ما وافقت الحكومة السلوفاكية على الاقتراح الألماني بترحيل جميع السكان بهدف «إجلائهم إلى مناطق في الشرق»، بمعنى ترحيلهم إلى معسكر أوشفيتز بيركينو.
بدأت عمليات ترحيل اليهود من سلوفاكيا في 25 مارس 1942، لكنها توقفت في 20 أكتوبر 1942 بعد قيام مجموعة من المواطنين اليهود تحت قيادة جيسي فلايسخمان والحاخام مايكل بير فايسماندل ببناء تحالف من المسؤولين من الفاتيكان والحكومة، وقد تمكنوا من إيقاف العملية من خلال مزيج من الرشاوى والمفاوضات، ذلك على الرغم من أن نحو 58000 يهودي كانوا قد رُحّلوا بالفعل بحلول ذلك الوقت، معظمهم إلى أوشفيتز. تقدم مسؤولو الحكومة السلوفاكية بشكاوى ضد ألمانيا عندما اتضح لهم أن العديد من اليهود السلوفاك الذين رُحّلوا سابقًا قد قُتِلوا بالغاز في عمليات إعدام جماعية.
استؤنفت عمليات الترحيل اليهودية في 30 سبتمبر 1944 مع وصول الجيش السوفيتي إلى الحدود السلوفاكية واشتعال الانتفاضة السلوفاكية الوطنية. نتيجة لهذه الأحداث، قررت ألمانيا احتلال سلوفاكيا بأكملها، وعليه فقدت البلاد استقلالها. رُحّل 13500 يهودي وسُجن 5000 آخرون خلال الاحتلال الألماني، وقد استمرت عمليات الترحيل حتى 31 مارس 1945. قامت السلطات الألمانية والسلوفاكية في المجمل بترحيل نحو 70000 يهودي من سلوفاكيا، قُتل أو توفي منهم نحو 65000 في معسكرات الاعتقال. الأرقام الإجمالية غير دقيقة، ويعزى ذلك جزئيًا إلى حقيقة أن عددًا كبيرًا من اليهود لم يحددوا هويتهم، ولكن يشير تقدير لعام 2006 إلى أن نحو 105000 من اليهود السلوفاك، أو 77% من إجمالي عدد سكانهم قبل الحرب، ماتوا خلال الحرب.